# Catedral de Nuestra Señora de Guadalupe (Anchorage)
La Concatedral de Nuestra Señora de Guadalupe  (en inglés: Co-Cathedral of Our Lady of Guadalupe) es una catedral de la iglesia católica en Anchorage, Alaska, al norte de los Estados Unidos. Es la concatedral y una iglesia parroquial de la Arquidiócesis de Anchorage. Nuestra Señora de Guadalupe es la sede del arzobispo junto con la catedral histórica, dedicada a la Sagrada Familia, en el centro de Anchorage.
La parroquia de Nuestra Señora de Guadalupe fue fundada en los años setenta. La congregación se reunió originalmente en una iglesia metodista hasta que pudieron permitirse construir un edificio de usos múltiples que incluía un espacio de adoración. La iglesia actual fue diseñada por los arquitectos de Alaska en el Estilo Misión Española y terminada en 2005.
Debido al crecimiento en la arquidiócesis y las limitaciones de su ubicación en el centro, se decidió que la Catedral de la Sagrada Familia ya no era un lugar práctico para muchas funciones litúrgicas de la arquidiócesis. El arzobispo Roger Schwietz, OMI, solicitó a la Santa Sede en 2013 que la Iglesia de Nuestra Señora de Guadalupe fuese nombrada concatedral y que la Sagrada Familia se mantenga como catedral histórica. En octubre de 2014 el papa Francisco aprobó la petición.
En 2020 el papa Francisco suprimió canónicamente la arquidiócesis de Anchorage y la diócesis de Juneau y erigió la nueva arquidiócesis de Anchorage-Juneau con su territorio combinado. En una liturgia el 17 de septiembre de 2020, al inaugurar la nueva arquidiócesis, el nuncio apostólico en los Estados Unidos leyó la bula papal, que designó a Nuestra Señora de Guadalupe como su catedral y a la Natividad de la Santísima Virgen María en Juneau como su concatedral.